# Eleoncio Mercedes
Eleoncio Mercedes est un boxeur dominicain né le 12 septembre 1957 à La Romana et mort le 22 décembre 1985.

## Carrière
Après une carrière amateur ponctuée par une qualification aux Jeux olympiques de Montréal en 1976 (où il est battu au premier tour par le soviétique Aleksandr Tkachenko), il passe dans les rangs professionnels en 1978 et devient champion du monde des poids mouches WBC le 6 novembre 1982 en battant Freddy Castillo aux points sur décision partagée. Mercedes s'incline dès le combat suivant contre Charlie Magri le 15 mars 1983. Il enchaine ensuite une série de défaites jusqu'à sa mort en 1985 par arme à feu.